# تنظير الشعر
تنظير الشعر (بالإنجليزية: Trichoscopy)‏ هي طريقة لتقييم الشعر وفروة الرأس وتستعمل لتشخيص أمراضهما، ويستند الأسلوب على منظار الجلد، ففي تنظير الشعر يمكن أن ترى تراكيب الشعر وفروة الرأس بتكبيرات متعددة، وفي الوقت الحالي تعد التكبيرات التي تتراوح بين 10 أضعاف و 70 مرة أكثر شيوعًا في الأبحاث والممارسات الإكلينيكية.